# Cattedrale della Trasfigurazione (Odessa)
La cattedrale della Trasfigurazione (in ucraino Спасо-Преображенський кафедральний собор?, Spaso-Preobražens'kyj kafedral'nyj sobor) è il principale luogo di culto cristiano ortodosso della città ucraina di Odessa.

## Storia

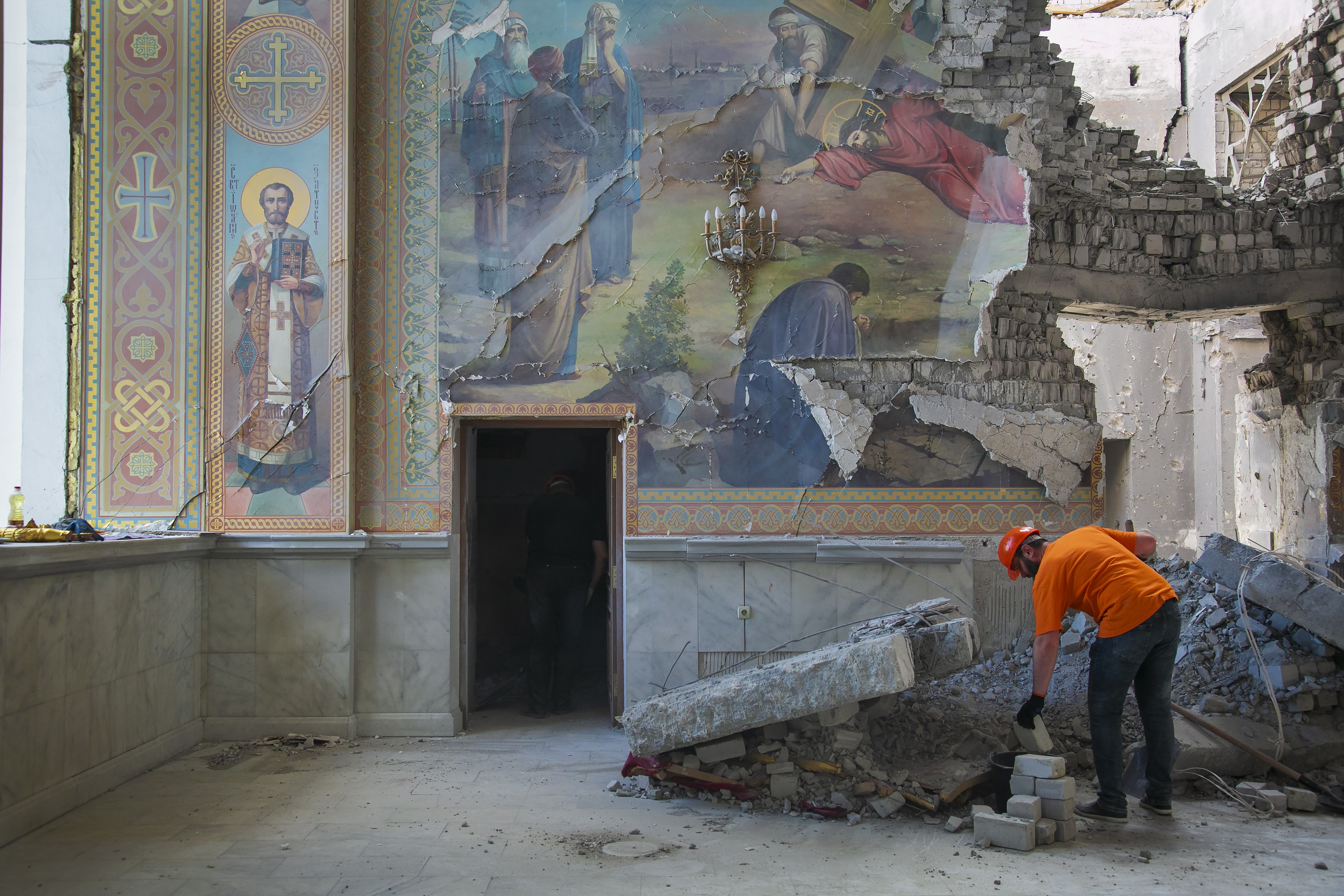
L'interno della cattedrale dopo il bombardamento del 23 luglio 2023.

L'edificio venne fondato nel 1794 dal metropolita Gavril Bănulescu-Bodoni. Con la morte di Caterina II e il regno del nuovo zar Paolo II venne bloccato ogni finanziamento per la costruzione del tempio. Sarà solo con la nomina del duca di Richelieu a governatore di Odessa che i lavori di quella che sarebbe diventata la più grande cattedrale della Nuova Russia poterono finalmente riprendere. Le opere vennero ultimate nel 1808. La nuova cattedrale era un edificio in stile neoclassico con un interno riccamente decorato con marmi policromi. Tra il 1825 e il 1837 fu realizzato, su disegno dell'architetto italiano Francesco Frapolli, il campanile.
Data la sua importanza divenne luogo di sepoltura non solo dei vescovi della Tauride, ma anche del governatore generale della Nuova Russia Michail Semënovič Voroncov e di sua moglie.
Demolita dalle autorità sovietiche nel 1936, fu ricostruita tra il 1999 ed il 2003. All'interno della cattedrale furono nuovamente inumati i resti di Voroncov e della moglie che settant'anni prima erano stati segretamente seppelliti in un cimitero.
Nella notte del 23 luglio 2023, l'edificio è stato parzialmente distrutto nel corso di un attacco missilistico russo su Odessa parte del conflitto russo-ucraino e più in particolare dell'invasione iniziata nel 2022, con danni arrecati sia alla facciata sia all'interno della cattedrale.